# Subi Reef
Subi Reef neboli atol Subi (čínsky Ču-pii Ťiao, 渚碧礁, pch. Zhǔbì Jiāo; vietnamsky Đá Xu Bi; Filipínci zvaný Zamora Reef, v tagalogu Bahura ng Zamora) je atol v oblasti Spratlyových (či Spratlyho) ostrovů v Jihočínském moři.

## Aktivity Číny
Subi Reef je jedním ze tří atolů (spolu s Fiery Cross Reef a Mischief Reef), na nichž Čína počínaje rokem 2014 vystavěla umělý ostrov s letištní plochou a vojenským zařízením, a to i přesto, že její nárok na tyto atoly je zpochybňován dalšími zeměmi v regionu (především Filipínami a Vietnamem) a v roce 2016 byl popřen i mezinárodním Stálým rozhodčím soudem v Haagu.
Čína na atolu v letech 2014–2016 vybudovala letištní dráhu o délce zhruba 3000 m, na níž v červenci 2016 přistálo i první civilní letadlo. Necitlivá monumentální nástavba (o ploše 3,95 km²) na většině atolu měla za následek rozsáhlé zničení zdejších cenných korálových útesů. Přes oficiální proklamace o mírovém zájmu začali Číňané na umělém ostrově umisťovat vojenská zařízení. Od roku 2016 stojí na nové pevnině také 55 m vysoký maják.
V červenci 2016 odsoudil čínské stavební aktivity ve sporném regionu mezinárodní Stálý rozhodčí soud v Haagu, a to na základě filipínské žaloby. Současně s tím byla také odsouzena čínská koncepce Linie devíti čar, o niž Čína své nároky opírá, která však odporuje mezinárodnímu námořnímu právu.